# مريم السكري
مريم السكري هي ممثلة تلفزيون وممثلة مسرح أفلام مصرية.

## أعمالها[7]
أنستونا
2022 - مسرحية
زوجة شفيق
سلام مربع
2021 - مسرحية
نجيب زاهي زركش
2021 - مسلسل
أكملهم - خادمة
ليلتكم سعيدة
2020 - مسرحية
جدو نحنوح
2018 - فيلم
منى - بنت الناظر
نورت مصر
2018 - فيلم
نبيلة - زوجة على
أبو شنب
2016 - فيلم
المغني
2016 - مسلسل
بنات خارقات (بنات سوبرمان)
2016 - مسلسل
جحيم في الهند
2016 - فيلم
اميشه / أمنية زوجة شاروخان
المستريح
2015 - مسرحية
لهفة
2015 - مسلسل
جيران السعد
2014 - فيلم
خطة جيمي
2014 - فيلم
هايلة
يا طالع القلعة
2014 - مسرحية
الباب في الباب ج3
2013 - مسلسل - سيت كوم
كان ياما كان: أرواح أليفة ج2
2013 - مسلسل
لسه بدري
2012 - مسلسل - سيت كوم
نجاة
أس أم أس
2010 - مسرحية
عايزة أتجوز
2010 - مسلسل
نيفين
عسل إسود
2010 - فيلم
موظفة الفندق
قهوة سادة
2009 - مسرحية
المذيعة
من غير مقص
2007 - مسلسل - سيت كوم